# Minturn (Arkansas)
Minturn es un pueblo ubicado en el condado de Lawrence en el estado estadounidense de Arkansas. En el Censo de 2010 tenía una población de 109 habitantes y una densidad poblacional de 79,71 personas por km².

## Geografía
Minturn se encuentra ubicado en las coordenadas 35°58′33″N 91°1′39″O / 35.97583, -91.02750. Según la Oficina del Censo de los Estados Unidos, Minturn tiene una superficie total de 1.37 km², de la cual 1.37 km² corresponden a tierra firme y (0%) 0 km² es agua.

## Demografía
Según el censo de 2010, había 109 personas residiendo en Minturn. La densidad de población era de 79,71 hab./km². De los 109 habitantes, Minturn estaba compuesto por el 96.33% blancos, el 0.92% eran afroamericanos, el 0% eran amerindios, el 0% eran asiáticos, el 0% eran isleños del Pacífico, el 0% eran de otras razas y el 2.75% pertenecían a dos o más razas. Del total de la población el 0% eran hispanos o latinos de cualquier raza.